# Dominick Gauthier
Dominick Gauthier (ur. 31 sierpnia 1973 w Lévis) – kanadyjski narciarz dowolny. Najlepszy wynik na mistrzostwach świata osiągnął podczas mistrzostw w Meiringen, gdzie zajął 5. miejsce w jeździe po muldach podwójnych. Zajął także 17. miejsce w jeździe po muldach na igrzyskach olimpijskich w Nagano. Najlepsze wyniki w Pucharze Świata osiągnął w sezonie 1994/1995, kiedy to zajął 18. miejsce w klasyfikacji generalnej, a w klasyfikacji jazdy po muldach był piąty.
W 1999 r. zakończył karierę.

## Sukcesy

### Igrzyska olimpijskie
| Miejsce | Dzień     | Rok  | Miejscowość | Konkurencja      | Zwycięzca     |
| ------- | --------- | ---- | ----------- | ---------------- | ------------- |
| 17.     | 11 lutego | 1998 | Nagano      | Jazda po muldach | Jonny Moseley |

### Mistrzostwa Świata
| Miejsce | Dzień     | Rok  | Miejscowość | Konkurencja      | Zwycięzca         |
| ------- | --------- | ---- | ----------- | ---------------- | ----------------- |
| 6.      | 18 lutego | 1995 | La Clusaz   | Jazda po muldach | Edgar Grospiron   |
| 8.      | 8 lutego  | 1997 | Iizuna      | Jazda po muldach | Jean-Luc Brassard |
| 10.     | 10 marca  | 1999 | Meiringen   | Jazda po muldach | Janne Lahtela     |
| 5.      | 14 marca  | 1999 | Meiringen   | Muldy podwójne   | Johann Grégoire   |

### Puchar Świata

#### Miejsca w klasyfikacji generalnej
- 1991/1992 – 53.
- 1992/1993 – 52.
- 1993/1994 – 31.
- 1994/1995 – 18.
- 1995/1996 – 32.
- 1996/1997 – 22.
- 1997/1998 – 23.
- 1998/1999 – 23.

#### Miejsca na podium
1. Whistler Blackcomb – 9 stycznia 1993 (Jazda po muldach) – 3. miejsce
2. Tignes – 15 grudnia 1994 (Jazda po muldach) – 3. miejsce
3. Kirchberg – 22 lutego 1995 (Jazda po muldach) – 3. miejsce
4. Lillehammer – 5 marca 1995 (Jazda po muldach) – 1. miejsce
5. Tignes – 8 grudnia 1996 (Muldy podwójne) – 3. miejsce
6. Tignes – 5 grudnia 1997 (Jazda po muldach) – 3. miejsce
7. Mont Tremblant – 11 stycznia 1998 (Jazda po muldach) – 2. miejsce
8. Mont Tremblant – 11 stycznia 1998 (Jazda po muldach) – 3. miejsce
9. Hundfjället – 10 marca 1998 (Muldy podwójne) – 2. miejsce
10. Whistler Blackcomb – 31 stycznia 1999 (Muldy podwójne) – 2. miejsce

- W sumie 1 zwycięstwo, 3 drugie i 6 trzecich miejsc.